# لایوش چورداش
لایوش چورداش (مجاری: Lajos Csordás; ۲۶ اکتبر ۱۹۳۲ – ۵ آوریل ۱۹۶۸) بازیکن و مربی فوتبال اهل مجارستان بود.
از باشگاه‌هایی که در آن بازی کرده‌است می‌توان به باشگاه ورزشی واشاش اشاره کرد.
وی به‌همراه تیم ملی فوتبال مجارستان به مقام قهرمانی فوتبال در بازی‌های المپیک تابستانی ۱۹۵۲ و نایب قهرمانی جام جهانی فوتبال ۱۹۵۴ دست پیدا کرده‌است. 